# عادل القحم
عادل القحم (انگلیسی: Adel Al-Kahham؛ زادهٔ ۲۷ سپتامبر ۱۹۷۲) بازیکن هندبال اهل کویت بود.